# Svátek Federace

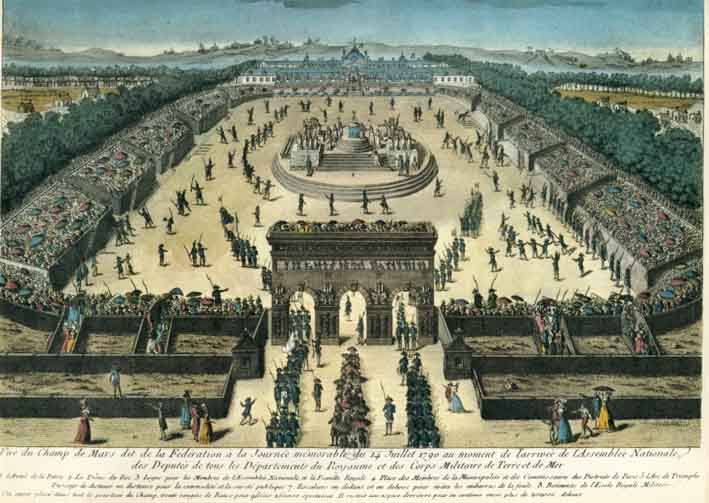
Svátek Federace 14. července 1790 na Martově poli, Musée de la Révolution française.

Svátek federace (francouzsky Fête de la Fédération) byla slavnost na Martově poli v Paříži, která se konala 14. července 1790 v den prvního výročí dobytí Bastily. Jednalo se o jeden z nejvýznamnějších svátků Francouzské revoluce. Na oslavách se sešlo 60 000 delegátů z 83 departementů. Král Ludvík XVI. zde složil přísahu na ústavu.

## Počátky
Vzorem se staly regionální federační oslavy národních gard, které se konaly v jižní Francii již v srpnu 1789 a rozšířily se po celé Francii. Ústavodárné shromáždění souhlasilo s návrhem pařížské městské správy uspořádat v Paříži národní federální slavnost. Velitel pařížské Národní gardy La Fayette poté začal plánovat festival národní federace v Paříži na památku dobytí Bastily na první výročí této události. Z důvodu krátké doby, která do výročí zbývala, se však příprava, stejně jako oslava samotná, změnila v improvizaci.
V roce 1790 parlament vyhlásil tuto první připomínku 14. července 1789 na oslavu smíření a jednoty všech Francouzů. Na jedné straně chtěl potvrdit legitimitu krále Ludvíka XVI., na druhé straně demonstrativně vyjadřovat všeobecnou touhu po harmonii a národním smíření. Pařížský starosta Jean Sylvain Bailly navrhl, aby se plánované slavnostní shromáždění 14. červenec týkalo slibu svobody. Aby byla složena přísaha na zachování a obranu svobody.

## Přípravy
Martovo pole, které bylo v té době daleko za Paříží, bylo rozšířeno pro plánované oslavy a vojenské přehlídky. Uprostřed byl postaven Oltář vlasti. Na jednom konci byl vztyčen vítězný oblouk, kterým mohlo procházet vojenské defilé, na opačném konci se nacházel králův stan. Na podélných stranách byly navršeny hliněné valy, ve kterých se nacházely stupňovité plošiny s místy pro diváky. Tribuny nabízely prostor pro zhruba 400 000 diváků. Tyto tribuny existovaly až do Druhého císařství v druhé polovině 19. století.
Teprve 1. července 1790 začalo 1200 dělníků se stavebními pracemi. Byli sice zaopatřeni, ale špatně placeni. Když byli obviněni z příliš pomalého postupu prací, pohrozili zastavením stavebních prací. Apelovalo se na dobrou vůli Pařížanů, kteří se pak také ve velkém množství podíleli na přípravách dobrovolnou neplacenou prací.
Jako vzory působili i vysocí společenští představitelé. Ludvík XVI. přijel ze Saint-Cloud a pozvedl krumpáč. Velitel pařížské gardy La Fayette se zapojil jako běžný dělník. Pracovali zde dělníci z Faubourg Saint-Antoine, šlechtici i mniši. Vojáci se mísili s příslušníky národní gardy. Pařížané ubytovali asi 50 000 federalistů přicházejících z provincií. V nové vojenské škole bydlely rodiny poslanců.

## Průběh
Slavnost se konala 14. července 1790, na výročí dobytí Bastily od čtyř hodin ráno za vydatného deště, který pokračoval po celý den.
Diváci se posadili na patra postavená kolem přehlídkového mola, Ludvík XVI. v pavilonu, který pro něj postavili před École militaire. Mši držel ministr Talleyrand, za ancien régime biskup v Autunu. La Fayette přijel na bílém koni a vystoupal na pódium. Ludvík XVI. přísahal národu a zákonu, dav zopakoval přísahu a zaznělo Te Deum. Poté následovalo objímání a provolávání slávy, mnohými i Ludvíku XVI.
Z provincií dorazilo 14 000 federalistů, každá pobočka Národní gardy vyslala dva muže ze sta. Pochodovali v 83 skupinách pod vlajkou svého departementu a se svými bubny.
Se svolením Ústavodárného shromáždění se oslav federace zúčastnila také delegace Spojených států s Johnem Paulem Jonesem, Thomasem Painem, Jamesem Swanem, Joelem Barlowem a dalšími. Při této příležitosti se poprvé objevily hvězdy a pruhy mimo mladou americkou republiku. Také mnohá města v zahraničí, např. Hamburk, oslavila výročí dobytí Bastily jako svátek svobody.

## Odkaz a ohlas
Další svátek federace se konal 14. července 1792, ale harmonie a dynamika první oslavy již byly pryč kvůli rostoucí nedůvěře. Během vlády Sta dnů v roce 1815 byly učiněny pokusy o oživení v Paříži a v Bretani, ale bez výsledku.
Až za třetí republiky dne 6. července 1880 byl na návrh poslance Benjamina Raspaila 14. červenec oficiálně vyhlášen francouzským státním svátkem.
Píseň 14. července (Chant du 14 juillet), kterou napsali Marie-Joseph Chénier a François-Joseph Gossec se zpívala až do druhé světové války.
Svátek Federace byl zachycen mnoha způsoby, například na obrazech Huberta Roberta a Charlese Thévenina.
V roce 2015 vydala Francie k 225. výročí svátku federace pamětní dvoueurovou minci.